# Cantoin
Cantoin är en kommun i departementet Aveyron i regionen Occitanien i södra Frankrike. Kommunen ligger  i kantonen Sainte-Geneviève-sur-Argence som ligger i arrondissementet Rodez. År 2022 hade Cantoin 312 invånare.

## Befolkningsutveckling
Antalet invånare i kommunen Cantoin
Referens: INSEE